# Партія «Об'єднана Австралія»

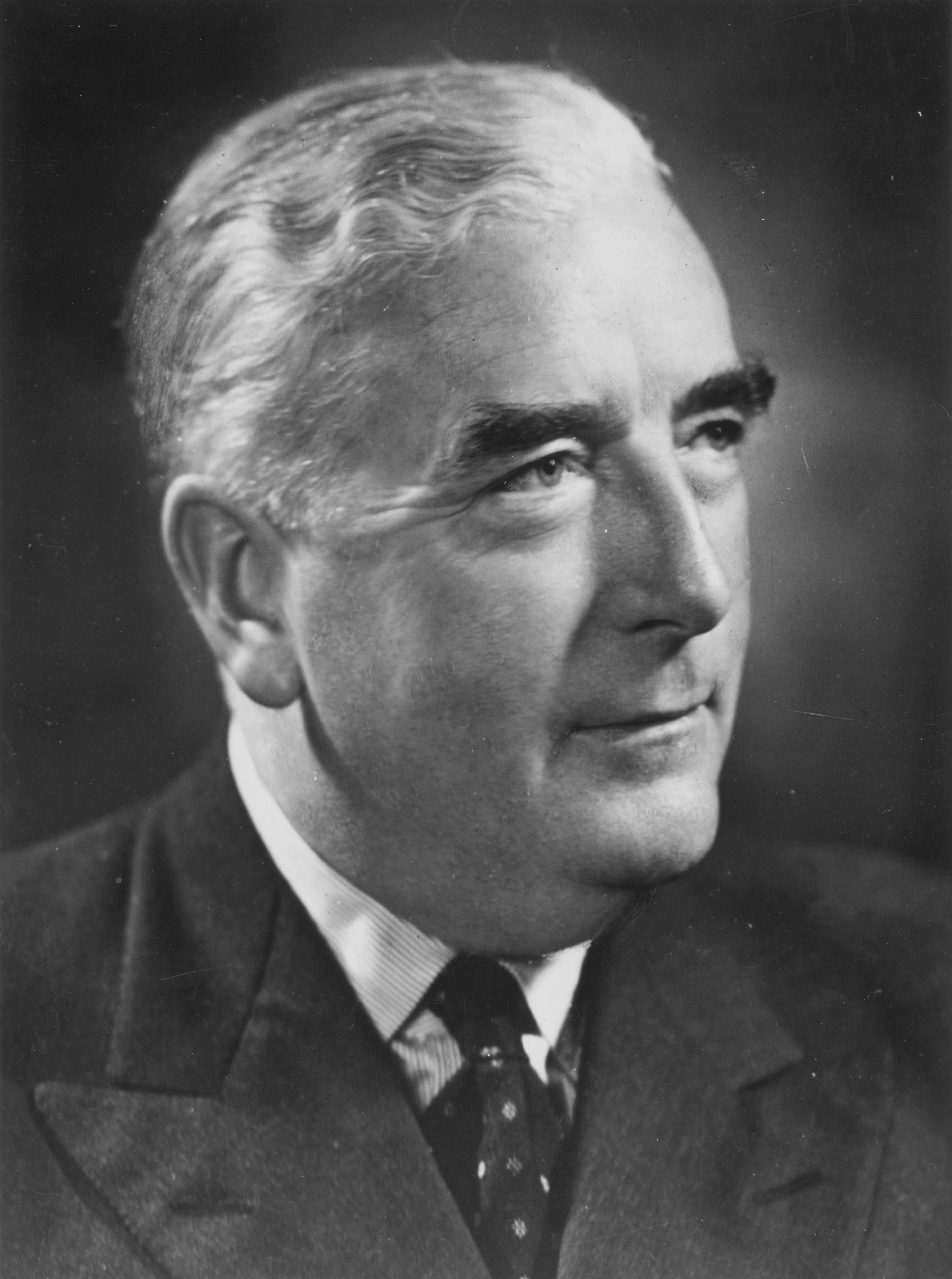
Роберт Мензіс, Прем'єр-міністр Австралії 1939-1941

Партія Об'єднана Австралія або ПОА була політичним наступником Націоналістичної партії (1931) і попередником Ліберальної партії (1945). Її було сформовано за участі Джозефа Лайонса, Джеймса Фентона, двох міністрів праці та трьох інших членів парламенту правого крила Лейбористської партії. Партія висловила недовіру економічній політиці Лейбористського уряду Джеймса Скалліна під час Великої Депресії в Австралії. До новоствореної партії також долучилась націоналістська опозиція на чолі з Біллі Г'юзом і три консервативних незалежних члени парламенту. 
ПОА здобула перемогу на парламентських виборах у грудні 1931, і Лайонс став Прем'єром. Після 1934 ПОА втратила свою більшість у парламенті, поступившись Національній партії Ерла Пейджа. 
1939 всередині ПОА почав намічатись розкол. Честолюбний заступник лідера партії Роберт Мензіс прагнув відставки Лайонса на свою користь. Після смерті Лайонса у квітні 1939 Мензіс став Прем'єр-міністром і сформував свій уряд меншості. 
1941 Мензіс змушений був піти з поста голови Уряду, а ПОА перейшла до опозиції. Згодом лідером партії став 79-річний Біллі Г'юз.
1943 Мензіс повернувся до ПОА і знову став її лідером. Далі почався поступовий занепад партії: її регіональні відділення не могли виконувати свої функції, партія втрачала підтримку виборців. 
Разом з тим, Мензіс був упевнений, що необхідно створити партію, яка б протистояла лейбористам. Тому ПОА було долучено до знову створеної Ліберальної партії, і Мензіс її очолив. Ліберальна партія Австралії стала найпотужнішою правоцентристською партією у австралійській політиці.

## Лідери
- Джозеф Лайонс 1931-1939
- Роберт Мензіс 1939-1941
- Біллі Г'юз 1941-1943
- Роберт Мензіс 1943-1945